# Emil Schick
Emil Schick (* 30. Mai 1880 in Ungstein; † 3. Mai 1965 in München) war ein deutscher Landrat.

## Leben
Nach dem Abitur am Neuen Gymnasium Nürnberg absolvierte Emil Schick ein Studium der Rechtswissenschaften an der Ruprecht-Karls-Universität Heidelberg und der Friedrich-Alexander-Universität Erlangen-Nürnberg, wo er ab 1901 dem Corps Onoldia angehörte. Nach der ersten juristischen Staatsprüfung im Jahre 1904 folgte der dreijährige Vorbereitungsdienst und der Militärdienst als Einjährig-Freiwilliger. 1908 legte er das Große juristische Staatsexamen ab und erhielt zunächst eine Anstellung als Rechtspraktikant und später als Akzessist bei der Regierung von Mittelfranken. Nach dem Kriegsdienst, aus dem er als Oberleutnant der Reserve entlassen wurde, übernahm Schick als Bezirksamtsvorstand die Leitung der Verwaltung in Frankenthal, bis er eine Anstellung beim Bayerischen Statistischen Landesamt und später bei der Regierung in Speyer fand. Im August 1923 vorübergehend des Landes verwiesen, nahm er vom Jahresbeginn 1926 die Leitung des Bezirksamtes Stadtamhof (Stadtteil von Regensburg) bei gleichzeitiger Abordnung zur Regierung von Oberbayern wahr; 1929 wurde er dorthin versetzt. Schick kehrte in die Kommunalverwaltung zurück und wurde Bezirksamtsvorstand in Bergzabern, in Erding und vom 1. Mai 1938 bis zum 14. Februar 1942 Landrat des Landkreises München. Dann wechselte er als Landrat zum Landkreis Bamberg, wo er mit dem Ende der NS-Herrschaft im Mai 1945 seines Amtes enthoben wurde. Am 18. September 1945 ging er in den Ruhestand. Diese Maßnahme wurde allerdings nicht wirksam, denn die amerikanische Militärregierung versagte ihre Zustimmung. Zum 14. Februar 1948 wurde er bei gleichzeitiger Versetzung in den Ruhestand wieder eingestellt.
In den Jahren von 1919 bis 1928 gehörte Schick der Deutschnationalen Volkspartei an und war vom 1. Mai 1935 an Mitglied der NSDAP (Mitgliedsnummer 3.274.665).